# 461 Ocean Boulevard
1974 júliusában jelent meg Eric Clapton 461 Ocean Boulevard című albuma. A felvételek alatt különösen nagy nyomás nehezedett rá, hiszen ez volt az első albuma, mióta leszokott a heroinról, és a második, mióta feloszlott a Derek and the Dominos. Clapton megfelelt az elvárásoknak, az album pedig megjelenésekor szinte csak dicsérő kritikákat kapott.
2004-ben megjelent az album 2 CD-s, bővített kiadása. Az első CD utolsó öt dalát, valamint a második CD dalait 1974. december 4-én és 5-én, a Hammersmith Odeonban tartott koncerteken vették fel.
2003-ban a Rolling Stone magazin Minden idők 500 legjobb albumának listája szavazásán a 409. helyet érte el.
Szerepel továbbá az 1001 lemez, amit hallanod kell, mielőtt meghalsz című könyvben.

## Az album dalai
|     | Cím                      | Szerző(k)                    | Hangminta | Hossz |
| --- | ------------------------ | ---------------------------- | --------- | ----- |
| 1.  | Motherless Children      | tradicionális                |           | 4:53  |
| 2.  | Give Me Strength         | Eric Clapton                 |           | 2:54  |
| 3.  | Willie and the Hand Jive | Johnny Otis                  |           | 3:31  |
| 4.  | Get Ready                | Eric Clapton, Yvonne Elliman |           | 3:47  |
| 5.  | I Shot the Sheriff       | Bob Marley                   |           | 4:25  |
| 6.  | I Can't Hold Out         | Elmore James                 |           | 4:14  |
| 7.  | Please Be with Me        | Scott Boyer                  |           | 3:26  |
| 8.  | Let It Grow              | Eric Clapton                 |           | 5:00  |
| 9.  | Steady Rollin' Man       | Robert Johnson               |           | 3:14  |
| 10. | Mainline Florida         | George Terry                 |           | 4:04  |

### 2004-es bővített kiadás

#### 1. CD
|     | Cím                          | Szerző(k)                    | Hossz |
| --- | ---------------------------- | ---------------------------- | ----- |
| 1.  | Motherless Children          | tradicionális                | 4:53  |
| 2.  | Give Me Strength             | Eric Clapton                 | 2:54  |
| 3.  | Willie and the Hand Jive     | Johnny Otis                  | 3:31  |
| 4.  | Get Ready                    | Eric Clapton, Yvonne Elliman | 3:47  |
| 5.  | I Shot the Sheriff           | Bob Marley                   | 4:25  |
| 6.  | I Can't Hold Out             | Elmore James                 | 4:14  |
| 7.  | Please Be with Me            | Scott Boyer                  | 3:26  |
| 8.  | Let It Grow                  | Eric Clapton                 | 5:00  |
| 9.  | Steady Rollin' Man           | Robert Johnson               | 3:14  |
| 10. | Mainline Florida             | George Terry                 | 4:04  |
| 11. | Walkin' Down the Road        | Paul Levine, Alan Musgrove   | 5:17  |
| 12. | Ain't That Loving You        | Jimmy Reed                   | 5:30  |
| 13. | Meet Me (Down at the Bottom) | Willie Dixon                 | 6:59  |
| 14. | Eric After Hour Blues        | Eric Clapton                 | 4:23  |
| 15. | B-Minor Jam                  | Eric Clapton                 | 7:11  |

#### 2. CD
A felvételek 1974. december 4-én és 5-én, a londoni Hammersmith Odeonban készültek.
|     | Cím                                                               | Szerző(k)                                         | Hossz |
| --- | ----------------------------------------------------------------- | ------------------------------------------------- | ----- |
| 1.  | Smile                                                             | Charlie Chaplin, Geoffrey Parsons, James Phillips | 4:39  |
| 2.  | Let It Grow                                                       | Eric Clapton                                      | 6:23  |
| 3.  | Can't Find My Way Home                                            | Steve Winwood                                     | 4:49  |
| 4.  | I Shot the Sheriff                                                | Bob Marley                                        | 7:49  |
| 5.  | Tell the Truth                                                    | Eric Clapton, Bobby Whitlock                      | 7:03  |
| 6.  | The Sky is Crying/Have You Ever Loved a Woman/Ramblin' on My Mind | Elmore James/Billy Myles/Robert Johnson           | 7:23  |
| 7.  | Little Wing                                                       | Jimi Hendrix                                      | 6:49  |
| 8.  | Singin' the Blues                                                 | Mary McCreary                                     | 7:42  |
| 9.  | Badge                                                             | Eric Clapton, George Harrison                     | 8:36  |
| 10. | Layla                                                             | Eric Clapton, Jim Gordon                          | 5:26  |
| 11. | Let It Rain                                                       | Bonnie Bramlett, Eric Clapton                     | 6:33  |

## Közreműködők
- Eric Clapton – ének, gitár, dobro, hangszerelés
- Yvonne Elliman – ének, vokál
- Carl Radle – basszusgitár, hangszerelés
- George Terry – gitár, zongora, vokál
- Jamie Oldaker – dob, ütőhangszerek
- Dick Sims – orgona, basszusgitár, billentyűs hangszerek
- Albhy Galuten – orgona, szintetizátor, zongora, elektromos zongora, clavichord
- Al Jackson, Jr. – dob, ütőhangszerek
- Jim Fox – dob, ütőhangszerek
- Tom Bernfield – vokál
- Thomas Bernfield – vokál

### Produkció
- Karl Richardson – hangmérnök
- Steve Klein – asszisztens
- David Gahr – fényképek
- Bob Defrin – művészeti vezető
- Tom Dowd – producer